# Thomas Mauch
Thomas Mauch (Heidenheim an der Brenz, Alemania; 4 de abril de 1937) es un director de fotografía, productor y director cinematográfico alemán. Con más de cien trabajos como director de fotografía para cine y televisión, se destacan sus colaboraciones para Edgar Reitz, Alexander Kluge, y Werner Herzog.

## Reseña biográfica
Es hijo de Wilhelm Mauch y su esposa Erika Plappert, se formó como fotógrafo en 1954. Desde 1957 trabajó en Munich como becario en la Gesellschaft für Bildende Filme, especializada en películas industriales y documentales.
Con la directora Helma Sanders-Brahms tiene una hija, la actriz Anna Sanders; mientras que de la relación con Pia Frankenberg un hijo. Más tarde, la productora Gabriele Röthemeyer se convirtió en su pareja.
Thomas Mauch vive en Berlín-Kreuzberg.

## Carrera
En Munich conoció al director Edgar Reitz, como su asistente realizó documentales de 1959 a 1963. En 1963 se convirtió en camarógrafo independiente y profesor en el Instituto de Diseño Cinematográfico de la Hochschule für Gestaltung Ulm. Desde 1967 trabajó principalmente con Werner Herzog.
Además de su trabajo como camarógrafo y conferenciante, Mauch también trabajó como guionista y director, principalmente para la serie Das kleine Fernsehspiel en ZDF. En 1987 codirigió  junto a Klaus Bueb su primer largometraje Adrian und die Römer (Adrián y los romanos).
Decía sobre Mauch el crítico de cine británico John Gillett: "Si Raoul Coutard puede ser visto ahora como el padrino de los primeros directores franceses de la Nueva Ola, el camarógrafo alemán Thomas Mauch podría tener una posición similar con respecto al Nuevo Cine Alemán. Fue el principal colaborador de su cámara en prácticamente todos los cortos y largometrajes de Edgar Reitz y Alexander Kluge (ambas influencias fundamentales en el cine alemán a partir de los años sesenta). Desde el principio, Mauch desarrolló un estilo duro, agudo, en blanco y negro que se adaptaba admirablemente al material semidocumental que se usaba en ese momento. Sus colaboraciones posteriores con Herzog le dieron una estética más elaborada, a menudo mística, que culminó en las grandes vistas del río en Fitzcarraldo. En los últimos años se ha dedicado a otros trabajos en color, y la producción de 1987 `Wallers letzter Gang' lo colocó inmediatamente en la primera fila de los camarógrafos de color contemporáneos''. (John Gillett en Film Dope #41, marzo de 1989)

## Premios
Mauch recibió el Deutscher Filmpreis tres veces por su trabajo como Director de fotografía: 1973 por Aguirre, la Ira de Dios de Werner Herzog, 1979 por Historias napolitanas de Werner Schroeter y 1989 por La última banda de Waller de Christian Wagner.
Mejor Director de Fotografía otorgado por la  National Society of Film Critics Awards por Aguirre la ira de Dios (1972).
Fue galardonado con el premio Marburger Kamerapreis 2019 por su trayectoria.

## Filmografía
| Año  | Título                                         | Director         |
| ---- | ---------------------------------------------- | ---------------- |
| 1967 | Mahlzeiten                                     | Edgar Reitz      |
| 1968 | Signs of Life                                  | Werner Herzog    |
| 1970 | Los enanos también nacen pequeños              | Werner Herzog    |
| 1970 | The Flying Doctors of East Africa              | Werner Herzog    |
| 1972 | Aguirre, la ira de Dios                        | Werner Herzog    |
| 1976 | How Much Wood Would a Woodchuck Chuck          | Werner Herzog    |
| 1977 | La balada de Bruno S.                          | Werner Herzog    |
| 1981 | Desperado City                                 | Vadim Glowna     |
| 1982 | Fitzcarraldo                                   | Werner Herzog    |
| 1985 | The Assault of the Present on the Rest of Time | Alexander Kluge  |
| 1989 | Waller's Last Trip                             | Christian Wagner |
| 1995 | I.D.                                           | Philip Davis     |
| 2006 | Warchild                                       | Christian Wagner |